# NGC 7393
NGC 7393 is een balkspiraalstelsel in het sterrenbeeld Waterman. Het hemelobject werd op 5 oktober 1785 ontdekt door de Duits-Britse astronoom William Herschel.

## Synoniemen
- MCG -1-58-2
- VV 68
- Arp 15
- PGC 69874